# Corowa Shire
Corowa Shire var en kommun i Australien. Den låg i delstaten New South Wales, i den sydöstra delen av landet, omkring 500 kilometer sydväst om delstatshuvudstaden Sydney. 2014 var antalet invånare 11 410 och arean var 2 329 kvadratkilometer.
Kommunen upphörde den 12 maj 2016 då den slogs samman med Urana Shire för att bilda det nya självstyresområdet Federation Council.
Utöver huvudorten Corowa ingick även samhällena Howlong, Mulwala, Moorwatha, Hopefield, Lowesdale och Daysdale i Corowa Shire.